# Bomarea angulata
Bomarea angulata là một loài thực vật có hoa trong họ Alstroemeriaceae. Loài này được Benth. miêu tả khoa học đầu tiên năm 1845.